# Euxoa collocata
Euxoa collocata är en fjärilsart som beskrevs av Smith 1893. Euxoa collocata ingår i släktet Euxoa och familjen nattflyn. Inga underarter finns listade i Catalogue of Life.